# Susami
Susami (すさみ町, Susami-chō) est un bourg du district de Nishimuro, dans la préfecture de Wakayama au Japon.

## Toponymie
Le toponyme « Susami » (« すさみ ») fait référence à la côte tourmentée qui constitue la limite sud du bourg — le verbe « 荒む ou すさむ (susamu) » signifiant « se déchaîner » en parlant des éléments climatiques. Son écriture ancienne : « 周参見 », correspond au nom d'une concession impériale de l'époque de Kamakura (1185-1333).

## Géographie

### Situation
Le bourg de Susami est situé sur l'île de Honshū, dans le sud-ouest de la péninsule de Kii, à environ 125 km, à vol d'oiseau, au sud d'Osaka et 455 km au sud-ouest de Tokyo, capitale du Japon. Le long de la côte méridionale de la préfecture de Wakayama, au bord de l'océan Pacifique (27 km de façade maritime compris dans le parc national de Yoshino-Kumano), cette municipalité japonaise s'étend sur 174,45 km2, 19,25 km d'est en ouest et 15,5 km du nord au sud,.
Elle est desservie, à la gare de Susami, par la Ligne principale Kisei.

### Démographie
Au 1er avril 2015, selon les résultats du recensement national de 2015, la population de Susami s'élevait à 4 403 habitants (51,5 % de femmes). Elle est en diminution constante depuis 1960 (10 704 habitants), atteignant le nombre de 7 299 habitants, vingt ans plus tard, puis 5 952 habitants en 2000. Comme dans nombre de municipalités du Japon, un vieillissement de la population s'observe dans le bourg de Susami : de 15,1 % en 1975, la proportion des personnes âgées de plus de 65 ans est passée à 44,4 % en 2015.

### Climat
Le bourg de Susami est une zone tempérée, avec une température annuelle moyenne de 17 °C et une moyenne annuelle de précipitations de 2 300 mm.

## Histoire
Le bourg de Susami est durant l'époque de Heian (794-1185) un village de la province de Kii. À l'époque d'Edo (1603-1868), il est un territoire intégré au domaine féodal de Kishū. En 1889, au cours de la mise en place du nouveau système d'administration des municipalités élaboré par le gouvernement de Meiji, le village de Susami est officiellement fondé. Il devient un bourg en 1924. Il est renommé bourg de Susami en 1956, à la suite d'une fusion avec deux villages voisins. Il s'agrandit de nouveau, trois ans plus tard,.

## Économie
Les principaux secteurs d'activités du bourg de Susami sont l'agriculture (en particulier, la culture en terrasses de la navette et de plantes plantes ornementales), la pêche (thon rouge du Pacifique, thon rose et buri), l'exploitation forestière (la forêt recouvre 93 % de la superficie totale du bourg) et le tourisme. Alors que le secteur primaire représentait 58 % des emplois en 1960, contre 27,1 % pour le tertiaire, il n'occupe plus que 13 % de la population active en 2010, 66,5 % des salariés travaillant dans le secteur tertiaire.

## Patrimoine naturel et culturel

### Kumano kodō
Le grand sentier du Kumano kodō, une série d'anciennes routes de pèlerinage qui sillonnent la péninsule de Kii et appartiennent aux sites sacrés et chemins de pèlerinage des monts Kii, enregistrés en 2004 sur la liste du patrimoine mondial de l'Unesco, longe la façade maritime de Susami.

### Monuments naturels
Le bourg de Susami possède, sur son territoire, deux sites naturels qui abritent des colonies de diverses plantes des régions chaudes et sont classés monuments naturels nationaux. L'un, classé depuis 1953, est une étendue forestière qui forme la pointe de la presqu'île d'Esu (littoral sud-est de Susami), l'autre, l'île d'Inazumi, un îlot de quatre hectares en baie de Susami (littoral sud-ouest de Susami), est classé depuis 1971,,.

### Boîte aux lettres sous-marine
En 1999, afin de promouvoir le Kumano kodō, une série d'anciennes routes de pèlerinage qui sillonnent la péninsule de Kii et le patrimoine naturel qui l'entoure, le service postal de Susami fixe une boîte aux lettres sous-marine à dix mètres de profondeur, au large du bourg, en baie de Susami. Entre 1 000 et 1 500 cartes postales imperméables y sont postées chaque année. À cause de la corrosion marine, deux boîtes sont utilisées en alternance, tous les six mois. En 2002, le Livre Guinness des records reconnaît cette installation comme la « boîte au lettre sous-marine la plus profonde » du monde. La même année, en juin, le nombre total de cartes postées se monte à 10 000. Il double en décembre 2005 et atteint 32 000 au début des années 2010,. De fin décembre 2016 à mi-janvier 2017, à l'occasion des célébrations du Nouvel An japonais, la municipalité de Susami a fait ériger, devant la boîte aux lettres, un torii, portique sacré marquant l'entrée d'un sanctuaire shinto et a fait installer une cloche traditionnelle, censée permettre d'attirer l'attention des divinités au moment de faire un vœu. Les personnes adeptes de la plongée sous-marine ont ainsi eu une possibilité d'accomplir leur hatsumōde sous l'eau.
En août 2015, un service postal malais bat le record détenu par le bourg de Susami, en immergeant une boîte aux lettres à quarante mètres de profondeur au large de l'île de Récif Swallow, en Malaisie.

## Symboles municipaux
L'arbre symbole de la municipalité de Susami est le châtaignier à feuille luisante, une espèce d'arbre abondamment présente dans le bourg. Son oiseau et sa fleur symboles sont respectivement la zostérops du Japon et le lys araignée.